# Новоушицька селищна рада
Новоу́шицька се́лищна ра́да — адміністративно-територіальна одиниця та орган місцевого самоврядування в Новоушицькому районі Хмельницької області. Адміністративний центр — селище міського типу Нова Ушиця.

## Загальні відомості
Новоушицька селищна рада утворена в 1917 році.
- Територія ради: 0853 км²
- Населення ради: 26541 особи (станом на 2021 рік)

## Кодифікатор адміністративно-територіальних одиниць та територій територіальних громад
| Категорія об’єкта     | Назва об’єкта         | Четвертий рівень    | Третій рівень       | Другий рівень       | Перший рівень       |
| область               | Хмельницька           |                     |                     |                     | UA68000000000099709 |
| район                 | Кам’янець-Подільський |                     |                     | UA68020000000016021 | UA68000000000099709 |
| територіальна громада | Новоушицька           |                     | UA68020190000052031 | UA68020000000016021 | UA68000000000099709 |
| селище міського типу  | Нова Ушиця            | UA68020190010042454 | UA68020190000052031 | UA68020000000016021 | UA68000000000099709 |
| село                  | Антонівка             | UA68020190020055613 | UA68020190000052031 | UA68020000000016021 | UA68000000000099709 |
| село                  | Балабанівка           | UA68020190030034360 | UA68020190000052031 | UA68020000000016021 | UA68000000000099709 |
| село                  | Березівка             | UA68020190040012295 | UA68020190000052031 | UA68020000000016021 | UA68000000000099709 |
| село                  | Борсуки               | UA68020190050083477 | UA68020190000052031 | UA68020000000016021 | UA68000000000099709 |
| село                  | Браїлівка             | UA68020190060016728 | UA68020190000052031 | UA68020000000016021 | UA68000000000099709 |
| село                  | Бучая                 | UA68020190070077796 | UA68020190000052031 | UA68020000000016021 | UA68000000000099709 |
| село                  | Вахнівці              | UA68020190080090066 | UA68020190000052031 | UA68020000000016021 | UA68000000000099709 |
| село                  | Виселок               | UA68020190090070144 | UA68020190000052031 | UA68020000000016021 | UA68000000000099709 |
| село                  | Вільховець            | UA68020190100099603 | UA68020190000052031 | UA68020000000016021 | UA68000000000099709 |
| село                  | Глибівка              | UA68020190110072853 | UA68020190000052031 | UA68020000000016021 | UA68000000000099709 |
| село                  | Глибочок              | UA68020190120063801 | UA68020190000052031 | UA68020000000016021 | UA68000000000099709 |
| село                  | Глібів                | UA68020190130030157 | UA68020190000052031 | UA68020000000016021 | UA68000000000099709 |
| село                  | Губарів               | UA68020190140068057 | UA68020190000052031 | UA68020000000016021 | UA68000000000099709 |
| село                  | Гута-Глібівська       | UA68020190150018684 | UA68020190000052031 | UA68020000000016021 | UA68000000000099709 |
| село                  | Джуржівка             | UA68020190160016377 | UA68020190000052031 | UA68020000000016021 | UA68000000000099709 |
| село                  | Жабинці               | UA68020190170022000 | UA68020190000052031 | UA68020000000016021 | UA68000000000099709 |
| село                  | Заборознівці          | UA68020190180014781 | UA68020190000052031 | UA68020000000016021 | UA68000000000099709 |
| село                  | Загоряни              | UA68020190190092778 | UA68020190000052031 | UA68020000000016021 | UA68000000000099709 |
| село                  | Заміхів               | UA68020190200061396 | UA68020190000052031 | UA68020000000016021 | UA68000000000099709 |
| село                  | Зелені Курилівці      | UA68020190210026418 | UA68020190000052031 | UA68020000000016021 | UA68000000000099709 |
| село                  | Іванівка              | UA68020190220093748 | UA68020190000052031 | UA68020000000016021 | UA68000000000099709 |
| село                  | Іванківці             | UA68020190230039723 | UA68020190000052031 | UA68020000000016021 | UA68000000000099709 |
| село                  | Івашківці             | UA68020190240024885 | UA68020190000052031 | UA68020000000016021 | UA68000000000099709 |
| село                  | Капустяни             | UA68020190250064677 | UA68020190000052031 | UA68020000000016021 | UA68000000000099709 |
| село                  | Каскада               | UA68020190260054429 | UA68020190000052031 | UA68020000000016021 | UA68000000000099709 |
| село                  | Косиківці             | UA68020190270073001 | UA68020190000052031 | UA68020000000016021 | UA68000000000099709 |
| село                  | Кружківці             | UA68020190280094093 | UA68020190000052031 | UA68020000000016021 | UA68000000000099709 |
| село                  | Куражин               | UA68020190290042995 | UA68020190000052031 | UA68020000000016021 | UA68000000000099709 |
| село                  | Куча                  | UA68020190300073882 | UA68020190000052031 | UA68020000000016021 | UA68000000000099709 |
| село                  | Любомирівка           | UA68020190310058097 | UA68020190000052031 | UA68020000000016021 | UA68000000000099709 |
| село                  | Мала Стружка          | UA68020190320091906 | UA68020190000052031 | UA68020000000016021 | UA68000000000099709 |
| село                  | Мала Щурка            | UA68020190330030253 | UA68020190000052031 | UA68020000000016021 | UA68000000000099709 |
| село                  | Маціорськ             | UA68020190340059869 | UA68020190000052031 | UA68020000000016021 | UA68000000000099709 |
| село                  | Миржіївка             | UA68020190350058856 | UA68020190000052031 | UA68020000000016021 | UA68000000000099709 |
| село                  | Нова Гута             | UA68020190360080610 | UA68020190000052031 | UA68020000000016021 | UA68000000000099709 |
| село                  | Новий Глібів          | UA68020190370091666 | UA68020190000052031 | UA68020000000016021 | UA68000000000099709 |
| село                  | Отроків               | UA68020190380082886 | UA68020190000052031 | UA68020000000016021 | UA68000000000099709 |
| село                  | Песець                | UA68020190390046232 | UA68020190000052031 | UA68020000000016021 | UA68000000000099709 |
| село                  | Пижівка               | UA68020190400047883 | UA68020190000052031 | UA68020000000016021 | UA68000000000099709 |
| село                  | Пилипи-Хребтіївські   | UA68020190410034440 | UA68020190000052031 | UA68020000000016021 | UA68000000000099709 |
| село                  | Пилипківці            | UA68020190420016340 | UA68020190000052031 | UA68020000000016021 | UA68000000000099709 |
| село                  | Рудківці              | UA68020190430035021 | UA68020190000052031 | UA68020000000016021 | UA68000000000099709 |
| село                  | Садове                | UA68020190440020155 | UA68020190000052031 | UA68020000000016021 | UA68000000000099709 |
| село                  | Слобідка              | UA68020190450071324 | UA68020190000052031 | UA68020000000016021 | UA68000000000099709 |
| село                  | Слобода               | UA68020190460080158 | UA68020190000052031 | UA68020000000016021 | UA68000000000099709 |
| село                  | Соколівка             | UA68020190470074614 | UA68020190000052031 | UA68020000000016021 | UA68000000000099709 |
| село                  | Ставчани              | UA68020190480077640 | UA68020190000052031 | UA68020000000016021 | UA68000000000099709 |
| село                  | Стара Гута            | UA68020190490076226 | UA68020190000052031 | UA68020000000016021 | UA68000000000099709 |
| село                  | Струга                | UA68020190500085940 | UA68020190000052031 | UA68020000000016021 | UA68000000000099709 |
| село                  | Тимків                | UA68020190510078057 | UA68020190000052031 | UA68020000000016021 | UA68000000000099709 |
| село                  | Філянівка             | UA68020190520045272 | UA68020190000052031 | UA68020000000016021 | UA68000000000099709 |
| село                  | Хворосна              | UA68020190530044388 | UA68020190000052031 | UA68020000000016021 | UA68000000000099709 |
| село                  | Хребтіїв              | UA68020190540078151 | UA68020190000052031 | UA68020000000016021 | UA68000000000099709 |
| село                  | Цівківці              | UA68020190550064106 | UA68020190000052031 | UA68020000000016021 | UA68000000000099709 |
| село                  | Шебутинці             | UA68020190560065143 | UA68020190000052031 | UA68020000000016021 | UA68000000000099709 |
| село                  | Шелестяни             | UA68020190570049157 | UA68020190000052031 | UA68020000000016021 | UA68000000000099709 |
| село                  | Щербівці              | UA68020190580066634 | UA68020190000052031 | UA68020000000016021 | UA68000000000099709 |
| селище                | Загродське            | UA68020190590034539 | UA68020190000052031 | UA68020000000016021 | UA68000000000099709 |

## Склад ради
Рада складається з 26 депутатів та голови.
- Голова ради: Олійник Анатолій Антонович
- Секретар ради: Костюченко Віктор Вікторович

## Депутати
За результатами місцевих виборів 2020 року депутатами селищної ради (VII скликання, 2020-2025) стали:
| ПІБ                            | фракція                  | Обрано у виборчому окрузі | Проживає               | Посада, місце роботи                                                    |
| ГВОЗДЮК Інна Василівна         | Слуга народу             | Єдиний багатомандатний    | с. Ставчани            | Фельдшер, Ставчанський ФАП                                              |
| ГРИНЧУК Геннадій Пилипович     | Слуга народу             | Єдиний багатомандатний    | смт Нова Ушиця         | Працівник, ТОВ "Агрохолдінг 2012"                                       |
| ГРОМЯК Лілія Петрівна          | За конкретні справи      | Єдиний багатомандатний    | смт Нова Ушиця         | Начальник відділу, відділ фінансів селищної ради                        |
| ДЖУМАБАЄВ Соатбай Бегжанович   | За конкретні справи      | 4                         | с. Мала Стружка        | Приватний підприємець                                                   |
| ДРОЗДОВ Віктор Васильович      | За майбутнє              | 3                         | с. Івашківці           | Приватний підприємець                                                   |
| ДУДЧАК Микола Миколайович      | За майбутнє              | 4                         | с. Струга              | Приватний підприємець                                                   |
| ЗВАРИЧУК Алла Вікторівна       | ВО «Батьківщина»         | Єдиний багатомандатний    | смт Нова Ушиця         | Директор, Новоушицький ліцей                                            |
| ІВАСИК Мирослава Володимирівна | За майбутнє              | Єдиний багатомандатний    | с. Філянівка           | Директор, Новоушицький коледж                                           |
| КИЩУК Іван Іванович            | За конкретні справи      | 2                         | с. Пилипи-Хребтіївські | Приватний підприємець                                                   |
| КОВАЛЬСЬКА Валентина Іванівна  | Європейська солідарність | Єдиний багатомандатний    | смт Нова Ушиця         | пенсіонер                                                               |
| КОВАЛЬСЬКИЙ Петро Петрович     | Європейська солідарність | 3                         | смт Нова Ушиця         | Приватний підприємець                                                   |
| КОРОТУН Раїса Петрівна         | Європейська солідарність | 2                         | смт Нова Ушиця         | Директор ТОВ "Адаліс"                                                   |
| КОСТЮЧЕНКО Віктор Вікторович   | Європейська солідарність | Єдиний багатомандатний    | смт Нова Ушиця         | Секретар ради, Новоушицька селищна рада                                 |
| ЛЯСКОВСЬКИЙ Олег Вільямович    | За майбутнє              | 2                         | с. Каскада             | Приватний підприємець                                                   |
| НІКОЛАЄВ Юрій Володимирович    | За конкретні справи      | 1                         | смт Нова Ушиця         | Тимчасово не працює                                                     |
| ОЛІЙНИК Ніна Іванівна          | ВО «Батьківщина»         | Єдиний багатомандатний    | с. Шелестяни           | Фельдшер, Шелестянський ФАП                                             |
| ОЛІЙНИК Тамара Володимирівна   | За майбутнє              | 3                         | с. Браїлівка           | Головний спеціаліст, відділ соціального захисту населення РДА           |
| ПІДЛІСНИЙ Вадим Володимирович  | Слуга народу             | 3                         | с. Івашківці           | Приватний підприємець                                                   |
| ПРОЦИШ Олександр Дмитрович     | Європейська солідарність | Єдиний багатомандатний    | с. Каскада             | пенсіонер                                                               |
| СЕМЕНЮК Володимир Петрович     | ВО «Батьківщина»         | Єдиний багатомандатний    | смт Нова Ушиця         | пенсіонер                                                               |
| СОЛОВЕЙ Олександр Васильович   | Слуга народу             | Єдиний багатомандатний    | смт Нова Ушиця         | Приватний підприємець                                                   |
| ТАНАСІЙЧУК Юрій Сергійович     | За майбутнє              | 1                         | с. Каскада             | Начальник відділу, відділ соціального захисту селищної ради             |
| ТАРАДАЙКО Олег Іванович        | За конкретні справи      | 4                         | смт Нова Ушиця         | Новоушицьке представництво Дунаєвецького ЦОК ТОВ "Хмельницькенергозбут" |
| ТАРЧИНСЬКИЙ Віктор Вацлавович  | За конкретні справи      | Єдиний багатомандатний    | с. Струга              | Директор, ТОВ "Агрохолдінг 2012"                                        |
| ФІНАГЕЄВА Наталія Миколаївна   | За конкретні справи      | 3                         | смт Нова Ушиця         | Головний лікар КНП "Центр ПМСД"                                         |
| ФУРМАН Віктор Антонович        | За майбутнє              | Єдиний багатомандатний    | смт Нова Ушиця         | Директор, ПП "Дживальдіс"                                               |

## Селищні голови (голови селищної ради) попередніх скликань
| Прізвище, ім'я, по батькові     | Основні відомості                  | Дата обрання | Дата завершення повноважень |
| ------------------------------- | ---------------------------------- | ------------ | --------------------------- |
| МОСКОВЧУК Олег Васильович       |                                    | 11.2015      | 11.2020                     |
| ВЕРБІЦЬКИЙ Олександр Іванович   | 1958 року народження, безпартійний | 04.2006      | 11.2015                     |
| КОВАЛЬСЬКИЙ Петро Григорович    |                                    | 12.1989      | 04.2006                     |
| КАПЛУН Валентина Петрівна       |                                    | 10.1983      | 08.1989                     |
| АНДРУСЕВИЧ Борис Пилипович      |                                    | 09.1981      | 10.1983                     |
| БІЛИК Андрій Дмитрович          |                                    | 1973         | 09.1981                     |
| КУЦИЙ Володимир                 |                                    | 06.1971      | 1973                        |
| ...                             |                                    |              |                             |
| ЯВОРСЬКИЙ Олександр Тимофійович |                                    | 1894         |                             |
| ...                             |                                    |              |                             |
| ЛОТОЦЬКИЙ Григорій              |                                    |              |                             |
| ...                             |                                    |              |                             |

Примітка: таблиця складена за даними сайту Верховної Ради України